# The Song of the Soul
The Song of the Soul er en amerikansk stumfilm fra 1920 af John W. Noble.

## Medvirkende
- Vivian Martin - Barbara Seaforth
- Fritz Leiber - Jerry Wendover
- Charles E. Graham - Grooze
- Ricca Allen - Jinny